# Bürgerhaushalt
Der Bürgerhaushalt (früher auch: partizipativer Haushalt oder Beteiligungshaushalt), je nach Ausgestaltung auch Bürgerbudget genannt, ist eine Ende der 1980er Jahre entwickelte Form von Bürgerbeteiligung am Haushalt einer Gebietskörperschaft oder Organisation. Die Teilnehmenden haben dabei die Möglichkeit, sich zur Frage der Verwendung mindestens eines Teils der verfügbaren finanziellen Mittel einzubringen. Dies kann von bloßen Vorschlägen bis hin zur verbindlichen Entscheidung reichen, wobei die konkrete Ausgestaltung sehr stark von den rechtlichen Rahmenbedingungen abhängt. Die Erwartung an Bürgerhaushalte ist, dass die Beteiligung der Öffentlichkeit an den Haushalten unter anderem zu mehr Transparenz, einer besseren Steuerung öffentlicher Mittel, weniger Korruption und einer stärkeren Identifizierung mit dem politischen Gemeinwesen führt.
Der erste Bürgerhaushalt (Orçamento participativo) wurde 1989 in Porto Alegre (Brasilien) durchgeführt. In der Folge breitete sich das Modell zunächst in Brasilien und, maßgeblich getrieben durch das Weltsozialforum 2001 in Porto Alegre, weltweit aus. Im deutschsprachigen Raum wirkte der Prozess Lokale Agenda 21 vielerorts als Motor für die Verbreitung von Bürgerhaushalten in Kommunen.

## Grundlagen

### Ziele
Mit dem Bürgerhaushalt (engl. Participatory Budgeting) versuchen Städte zumeist mehrere Ziele zu erreichen, darunter:
- direkte Demokratie ermöglichen mit Delegierten, die denen, die sie entsenden, verantwortlich sind,
- stärkere Beteiligung der Bevölkerung an kommunalen Entscheidungsprozessen (Partizipatorische Demokratie, Bürgerbeteiligung)
- Entmachtung potenziell korrupter Politiker,
- Mittelverschwendung reduzieren,
- Politik für ärmere, weniger gut vertretene Bürger durchsetzbar machen,
- Entscheidungen auf die Ebene der Betroffenen verlagern.

Hierbei ist zu beachten, dass die Ziele und Argumente, die für einen Bürgerhaushalt sprechen, je nach konkretem Einzelfall höchst unterschiedlich sein können. Bürgerhaushalte in Deutschland sehen anstelle eines Delegiertensystems beispielsweise die direkte Beteiligung der Bürger vor.

### Definition
Reicht es aus, wenn ein Verfahren als Bürgerhaushalt bezeichnet wird? Oder handelt es sich nur um einen Bürgerhaushalt, wenn wie in Porto Alegre über Investitionen diskutiert wird und Prioritäten benannt werden? Eine Betrachtung der Praxis zeigt, dass unter der Bezeichnung „Bürgerhaushalt“ recht unterschiedliche Verfahren zu finden sind (schriftliche Befragungen, Verteilung von Haushaltsbroschüren, Abhalten von Informationsveranstaltungen, Bereitstellung von Quartiersfonds etc.), die wenig miteinander gemeinsam haben. Um eine minimale Vergleichbarkeit zu gewährleisten, wurden vom Forschungsprojekt „Europäische Bürgerhaushalte“ für die hiesigen Bürgerhaushalte fünf Kriterien erarbeitet, die in der wissenschaftlichen Literatur aufgegriffen und auch von immer mehr Kommunen als Grundlage herangezogen werden. Demnach wird ein Bürgerhaushalt wie folgt definiert:
„Im Bürgerhaushalt nehmen Bürger ohne politisches Mandat an der Erstellung und/oder Umsetzung öffentlicher Finanzen teil. Fünf weitere Kriterien müssen in Europa zu dieser Definition hinzugefügt werden, um den Bürgerhaushalt von anderen Beteiligungsverfahren zu unterscheiden:
1. Im Zentrum des Verfahrens stehen finanzielle Aspekte, genauer gesagt die Diskussion um begrenzte Ressourcen.
2. Die Beteiligung findet auf der Ebene der Gesamtstadt oder einem Bezirk mit eigenen politisch-administrativen Kompetenzen statt (die Quartiersebene allein reicht nicht).
3. Es handelt sich um einen in der Dauer angelegten Prozess (eine Veranstaltung, oder ein Referendum über Finanzfragen sind kein Bürgerhaushalt).
4. Die Beratung/Entscheidung der Bürger beruht auf einem Diskussionsprozess (Deliberation) im Rahmen besonderer Treffen/Foren (die Öffnung bestehender Verfahren der repräsentativen Demokratie gegenüber „normalen“ Bürgern ist kein Bürgerhaushalt)
5. Die Organisatoren müssen über die Ergebnisse der Diskussion Rechenschaft ablegen.

Legt man diese Kriterien zugrunde, konnte im Jahr 2005 von über 55 Bürgerhaushalten in Europa und zehn in Deutschland gesprochen werden. In einem im Januar 2016 veröffentlichten Dokument des Europäischen Parlaments wird die Zahl von über 1.300 Bürgerhaushalten in Europa genannt.

### Ausbreitung der Idee
Das auf der UNO-Habitat-II-Konferenz prämierte Modell („Hauptstadt der Demokratie“) stößt in ganz Brasilien (über 70 Kommunen wie Belo Horizonte, Belém oder Recife), in Europa (Saint-Denis (Seine-Saint-Denis), Barcelona), Nordamerika (Toronto, New York City, Chicago) und selbst in Neuseeland in Christchurch auf reges Interesse.
In Deutschland haben im Rahmen des Netzwerks Kommunen der Zukunft 1998 die Städte Monheim am Rhein und Blumberg ein bürgerorientiertes Haushaltsaufstellungsverfahren vor Ratsbeschluss ausprobiert, mit positiven Ergebnissen. Von November 2000 bis Mai 2004 führten die Bertelsmann-Stiftung und das Innenministerium Nordrhein-Westfalen ein gemeinsames Projekt hierzu durch. Erlangen, Hamm, Castrop-Rauxel, Vlotho, Emsdetten, Hilden, Monheim arbeiten inzwischen mit Elementen des Verfahrens, wie es in Porto Alegre erprobt wurde. In Deutschland diskutieren insbesondere die Grünen und Die Linke den Beteiligungshaushalt sowie andere Formen der direkten Demokratie in ihren kommunalpolitischen Papieren. In Pforzheim war 2004 eine überparteiliche Liste mit dem Thema Bürgerhaushalt bei den Kommunalwahlen erfolgreich. Die Liste Bürgerbeteiligungshaushalt (LBBH) erhielt bei 4,3 % ein Mandat. Im Berliner Bezirk Lichtenberg (260 Tsd. EW.) startete im Jahr 2005 der erste Bürgerhaushalt in einer deutschen Großstadt. Auch die Großstädte Hamburg und Freiburg im Breisgau führten Bürgerhaushalte durch. In Potsdam wird der Bürgerhaushalt seit 2006 mit Bürgern beraten und teilweise formuliert. Ursprünglich nur der Teil Verwaltungshaushalt, inzwischen aber auf Forderung der Bürger auch der Teil „Vermögenshaushalt“. Städte wie Unterschleißheim bei München oder Köln stellen für den Bürgerhaushalt jüngst ein eigenes Budget in Höhe von 100.000 EUR für die Stadt beziehungsweise im Fall Köln je Stadtbezirk zur Verfügung, welches der Realisierung der von den Bürgern eingereichten Ideen zur Stadtentwicklung dient.

### Beteiligungzahlen
Während die Einführung von Bürgerhaushalten in Deutschland anfänglich von einer gewissen Euphorie in Presse, Politik und Verwaltung geprägt war und mit ihr ein Anstieg der durchgeführten Verfahren einherging, zeigt sich in den letzten Jahren ein Rückgang. Hatten 2011 noch 37 Kommunen allein in Nordrhein-Westfalen einen Bürgerhaushalt, sank ihre Zahl bis 2016 auf 16. Grund für die Entscheidung zur Einstellung des Verfahrens sind in NRW und andernorts nicht selten die Anzahl der Teilnehmer, die aus Sicht der Städte als zu gering wahrgenommen werden.
Entgegen der weitläufigen Auffassung, dass die ausbleibende Resonanz aus der Bevölkerung lediglich auf das mangelnde Interesse der Bürger zurückzuführen ist, konnten Zepic et al. (2017) im Rahmen einer Forschungsarbeit eine Vielzahl weiterer Beteiligungsbarrieren identifizieren. Die Begrenzung des Verfahrenszeitraums, die eine Teilnahme auf den Zeitraum von oftmals nur wenigen Wochen im Jahr limitiert, mangelnder Sachverstand der Bürger in Haushaltsfragen, unzureichende Kompetenzen im Umgang mit digitalen Medien, Datenschutzbedenken, fehlende Anonymität oder komplizierte Registrierungsvorgänge bei Online-Beteiligungsverfahren oder geringes Vertrauen in die Umsetzung der Vorschläge sind hier nur einige Beispiele der insgesamt 26 aufgezeigten Barrieren.

## Verfahren

### Das Verfahren von Porto Alegre
Am Beispiel von Porto Alegre wird erläutert, wie ein Beteiligungshaushalt funktionieren kann.

#### Das Verfahren wird durch die Bürger bestimmt
Ausgangspunkt war die Entscheidung, die Bürger dort zu beteiligen, wo sie leben, im Stadtteil. Die Bürger sollten die Akteure im Verfahren bleiben, daher wurde dem Verfahren eine Autonomie gegenüber Politik und Verwaltung gesichert. Das Verfahren wird seit 1989 kontinuierlich von den Bürgern mit Unterstützung der Verwaltung weiterentwickelt.

#### Der Zyklus des Beteiligungshaushalts
(OP = Orçamento Participativo)
Der Zyklus des OP-Verfahrens beginnt im März eines Jahres, dauert zehn Monate und wird jedes Jahr wiederholt. Die erste Ebene des Verfahrens sind 21 Basisversammlungen:
- In den 16 Bezirken der Stadt Porto Alegre werden Bürgerversammlungen einberufen, zu denen durchschnittlich mehrere Hundert Bürger erscheinen. Seit 1993 sind die Teilnehmerzahlen an den offiziellen Treffen immer zwischen 10 und 20 Tausend. Die Sitzungen beginnen zunächst mit einem Rechenschaftsbericht der gewählten OP-Räte und des Bürgermeisters oder seines Vertreters. Auf diesen Versammlungen stellt die Stadtverwaltung ihre bisherige Arbeit vor, ein Vertreter der Kämmerei informiert über die finanziellen Möglichkeiten der Kommune, stellt das Programm der Stadtverwaltung vor und legt die Spielregeln der Stadtverwaltung offen. Diese Spielregeln betreffen z. B. Baustandards oder Verantwortlichkeiten und sind mit den OP-Gremien abgestimmt.

- Seit 1994 werden zudem fünf thematische Foren angeboten, in denen auf gesamtstädtischer Ebene die Themen Transport und Verkehr, Gesundheit und Soziales, Wirtschaftliche Entwicklung und kommunale Steuerpolitik, Erziehung, Kultur und Freizeit, sowie Kommunalorganisation und Stadtentwicklung diskutiert werden. In den thematischen Foren arbeiten zahlreiche Fachleute mit, hier sind also insbesondere die gut ausgebildeten Mittelschichten vertreten.

Die Bezirks- und thematischen Versammlungen entsenden Delegierte in ihre Delegiertenversammlungen, die die zweite Ebene des Verfahrens bilden. Diese Delegierten sind meist Vertreter von Bürgerorganisationen wie Bewohnervereinen, Frauenorganisationen, Umweltschutzgruppen, Klein- und Mittelbetrieben, Landwirten, Straßenhändlern, Lehrern, Sportvereinen, Behindertenverbänden, Gewerkschaften, aber auch einige Einzelpersonen.
Die Delegierten beraten im März bis Mai die Anträge aus der Bevölkerung und harmonisieren diese mit der Haushaltsplanung der Stadtverwaltung. Sie entscheiden über die Priorisierung der Vorhaben. Die öffentlichen Delegiertenversammlungen tagen dann ohne die Stadtverwaltung über zwei Monate wöchentlich, meist abends. Offizielle Treffen mit der Stadtverwaltung finden dann wieder im Juni/Juli statt.
Die dritte Ebene des Verfahrens stellt der OP-Rat dar, der von der/n Delegiertenversammlung/en gewählt wird. Er koordiniert die Arbeit der Delegierten in den Stadtteilen und den thematischen Foren auf städtischer Ebene und arbeitet dabei eng mit der Kämmerei und dem Stadtplanungsamt zusammen (Juli/August). Den hohen organisatorischen Koordinations- und Kommunikationsaufwand unterstützen 20–30 in Moderation ausgebildete Mitarbeiter des Bürgeramts, sie müssen z. B. Räume organisieren, Experten beschaffen.
Im September wird der so aufgestellte Haushalt vom OP-Beirat dem Oberbürgermeister übergeben. Seine Behörde koordiniert dann die Abstimmung der strittigen Fragen. Im Oktober wird dem Stadtrat der Haushaltsentwurf überstellt, der im November darüber beschließt. Wegen der hohen Öffentlichkeit wurden vom Stadtrat lediglich geringe Änderungen am so zustande gekommenen Investitionshaushaltsentwurf vorgenommen.
Im weiteren Verlauf werden die Maßnahmen wie Wasserver- oder Abwasserentsorgung, Asphaltierung von Straßen, Beleuchtung durchgeführt.
Schließlich kontrollieren die Bürger in den Folgejahren, ob die beschlossenen Maßnahmen auch umgesetzt worden sind, auch indem sie z. B. Baumaßnahmen in ihren Wohnvierteln selbst abnehmen.

#### Erfahrungen
Die ersten zwei Jahre war es sehr schwierig, die Übung in Demokratie durchzuführen. Es gab so gut wie keine freien Haushaltsmittel für Investitionen, aber nachdem erste beschlossene Projekte durchgeführt werden konnten, nahmen die Teilnehmerzahlen stark zu. Das Verfahren ist zwar lang, führt aber mittlerweile zu sichtbaren Ergebnissen. Inzwischen wird über zweistellige Millionenbeträge entschieden.
Die anfangs bestehende Ablehnung vieler Ratsmitglieder hat sich mittlerweile überwiegend gelegt, obwohl sie ihre Entmachtung beklagen. Der Beteiligungshaushalt ist in Brasilien längst aus der „exotischen“ Ecke herausgekommen. Bei den Landtagswahlen Ende 1998 hat die damals im Lande regierende bürgerliche Oppositionspartei (PMDB) ihrerseits mit einer eigenen Variante des OP Wahlkampf gemacht. Die Landtagswahl wurde von der PT gewonnen, die auch auf Landesebene das Verfahren des OP verbreitet hat.
Durch den OP kann ein verstärktes Interesse der Bürger an der langfristigen Entwicklung ihrer Kommune verzeichnet werden, etwa 30 000 Bewohner nehmen pro Jahr teil. Durch die Rechenschaftslegung, die Transparenz und die neue Verantwortlichkeit der Bürger wurde die kommunale Identität der Bürger gestärkt. Auch die Korruption ist merklich zurückgegangen. Bisher nicht an der Politik in der Stadt beteiligte Bürgergruppen konnten durch das Verfahren des OP zum „Mitmachen“ gewonnen werden.
Die anfangs geäußerte Befürchtung, dass die Bürger zu wenig Wissen über Verwaltung und Haushaltsaufstellung haben, konnte durch eine enge Kooperation von der nichtstaatlichen Organisation (NGO) CIDADE und der Kämmerei gelöst werden. In den ersten 10 Jahren wurden über 2.000 Bürger in Sachen Haushaltsrecht, Haushaltsaufstellung und Moderationsmethoden qualifiziert.
Eine Erfahrung des brasilianischen Beispiels Porto Alegre ist, dass die Autonomie von den Verwaltungsverfahren funktioniert und für den Erfolg auch nötig ist.
Eine positive Auswirkung dieses Modells liegt in der gerechteren Verteilung städtischer Ressourcen und Finanzen. Es wurden alle Stadtteile mit Geldmitteln bedacht, ärmere aber bevorzugt, was wegen der Transparenz des Ablaufs auch für Bewohner reicherer Viertel akzeptabel war. Ein Effekt war der Anstieg der Haushalte mit Abwasseranschluss von 46 % (1989) auf 84 % (1999). Weitere Programme der Stadtverwaltung förderten den Bau von Schulen und Wohnungen, z. B. durch die Unterstützung von Wohnungsbaukooperativen.
Die bestehende Struktur der OP-Räte und des Beirats wurde auch in anderen stadtplanerischen Zusammenhängen genutzt, z. B. als Carrefour einen neuen Supermarkt in der Zona Norte ansiedeln wollte. Hier wurde nicht alles mit dem Argument der „Schaffung von Arbeitsplätzen“ akzeptiert. Es wurden Bedingungen sozialer Art formuliert, die von Carrefour dann akzeptiert wurden, u. a. der Bau eines Kindergartens, Auswahlrichtlinien für die Angestellten, Verkauf von lokalen Produkten.

### Verfahren in Europa
Unter Beachtung der Definition können nach Sintomer/Herzberg/Röcke für Europa sechs Idealtypen des Bürgerhaushalts konstruiert werden:
- Porto Alegre in Europa,
- Bürgerhaushalt organisierter Interessen,
- Community Fonds auf Quartiers- und Stadtebene,
- privat-öffentlicher Verhandlungstisch,
- bürgernahe Partizipation,
- Konsultation öffentlicher Finanzen.

Die realen Beispiele können den einzelnen Typen mehr oder weniger nahestehen. Im Folgenden werden die Verfahren paarweise beschrieben. Die Darstellung ist dem Text Von Porto Alegre nach Europa entnommen, der im vollen Umfang unter den Downloads der Homepage www.buergerhaushalt.org zu finden ist.

#### Porto Alegre in Europa und Bürgerhaushalt organisierter Interessen
Der Bürgerhaushalt von Porto Alegre hat manche Verfahren in Europa direkt beeinflusst, wie z. B. das der spanischen Stadt Córdoba (320.000 Einwohner). Dort wurde 2001 ein Bürgerhaushalt eingeführt, der dem brasilianischen Vorbild sehr ähnlich ist. Dies veranlasste uns, den aus diesem Beispiel abgeleiteten Idealtyp „Porto Alegre in Europa“ zu nennen. Was sind die Gemeinsamkeiten und Unterschiede im Vergleich zum Modell der organisierten Interessen? Während die Beteiligung sich im ersten Idealtyp an einzelne Bürger richtet, sind im zweiten Vereine, Verbände und andere organisierte Gruppen die wesentlichen Akteure. Auch die Gegenstände der Beteiligung sind unterschiedlich: Im Modell „Porto Alegre in Europa“ geht es vor allem um Investitionen und Projekte, im Bürgerhaushalt der organisierten Interessen steht die Diskussion politischer Normen und Konzepte im Vordergrund, also z. B. Vorgaben zur inhaltlichen Ausrichtung der Wohn-, Bildungs-, Umwelt- oder Nahverkehrspolitik etc. Ein weiterer Unterschied besteht im Umgang mit den Vorschlägen. Beim Modell „Porto Alegre in Europa“ trifft zwar formaljuristisch gesehen weiterhin die Gemeindevertretung die letzte Entscheidung über den Haushalt, doch die Verbindlichkeit zur Umsetzung der Vorschläge des Bürgerhaushalts ist sehr hoch, so dass von einer De-facto-Entscheidungskompetenz der Bürger gesprochen werden kann. Wie bei dem brasilianischen Vorbild gibt es bei diesem Verfahren für die Investitionen einen Verteilungsschlüssel. Es gelten aber nicht unbedingt die Kriterien von Porto Alegre, sondern es können andere Indikatoren, wie z. B. die Zahl der Sozialhilfeempfänger im Stadtteil, die Beteiligung an den Versammlungen oder die Beteiligung der Bürger bei der Umsetzung der Projekte, verwendet werden. Im Bürgerhaushalt der organisierten Interessen hingegen handelt es sich um eine beratende Konsultation. Zu diesem Zweck werden neue Gremien außerhalb der klassischen repräsentativen Demokratie geschaffen. Hier findet keine Prioritätensetzung statt. Verteilungskriterien gibt es bei diesem Modell ebenfalls nicht, allerdings sind Förderkriterien für bestimmte Zielgruppen möglich. In beiden Modellen gibt es eine relativ gute deliberative Qualität. Diskutiert wird nicht nur im großen Plenum, sondern in überschaubaren Foren, Ausschüssen oder Delegiertengremien.
Die Stärke dieser Modelle liegt im Potenzial einer guten deliberativen Qualität. Eine tiefergehende Diskussion erlaubt die Entwicklung detaillierter Vorschläge zur Lösung von Problemen oder zur Klärung wichtiger Fragen. Das kann z. B. so weit gehen, dass von den Teilnehmern Expertisen zur Ausstattung von Schulen oder zur besseren Integration von Minderheiten erarbeitet werden. Obwohl Effekte durchaus zu beobachten sind, besteht in der Praxis noch eine Herausforderung darin, die Verfahren mit einem umfassenden, auf die ganze Verwaltung bezogenen Modernisierungsprozess zu verbinden. Problematisch kann im Porto-Alegre-Modell der potenzielle Konflikt zwischen der Beteiligung einzelner Bürger und organisierter Interessengruppen werden. Dies ist z. B. dann der Fall, wenn etablierte Vereine und Initiativen Nachteile für ihre Förderung befürchten. Für das Modell der organisierten Interessen gibt es in Europa noch kein direktes Beispiel. Der Bürgerhaushalt von Albacete (150.000 Einwohner) kann als eine Mischform beider Modelle verstanden werden: Wie bei dem Modell der organisierten Interessen sind Vereine und andere Gruppen die wichtigsten Teilnehmer; sie erstellen jedoch eine Prioritätenliste, in die auch Investitionen einbezogen werden, wie es sonst für das Modell „Porto Alegre in Europa“ typisch ist.

#### Community Fonds auf Quartiers- und Stadtebene und privat-öffentlicher Verhandlungstisch
Das Modell der Community Fonds und das Modell des privat-öffentlichen Verhandlungstischs spielen in Europa bisher nur eine marginale Rolle. Sie zeigen jedoch interessante Entwicklungsperspektiven für den Bürgerhaushalt auf. Die grundlegende Gemeinsamkeit zwischen beiden Modellen besteht darin, dass es einen Fonds für Investitionen bzw. für Projekte im Sozial-, Umwelt- oder Kulturbereich etc. gibt. Ein solcher Fonds existiert z. B. in der britischen Stadt Bradford (467.000 Einwohner) und im polnischen Płock (128.000 Einwohner). Das Besondere an den Modellen ist, dass sie relativ unabhängig vom kommunalen Haushalt sind, weil das zur Diskussion stehende Geld nicht oder nur zum Teil von der lokalen Verwaltung kommt. Aus diesem Grund hat auch nicht die Gemeindevertretung das letzte Wort über die Annahme der Vorschläge, sondern ein Ausschuss, Komitee oder eine Delegiertenversammlung, der auch die Erstellung einer Prioritätenliste zukommt. Teilnehmer sind in beiden Verfahren organisierte Gruppen, wie Vereine, Initiativen etc. Die deliberative Qualität ist als gut einzuschätzen, da mehrere Treffen mit einem überschaubaren Teilnehmerkreis stattfinden.
Bei dem privat-öffentlichen Verhandlungstisch wird ein Teil des Geldes von privaten Unternehmen aufgebracht. In Płock beteiligt sich neben der Stadtverwaltung und dem UN-Entwicklungsprogramm das Ölunternehmen ORLEN S.A. zu 50 % an einem Fonds von insgesamt rund 300.000 Euro. Aufgrund der finanziellen Beteiligung ist bei diesem Modell ein Einfluss des privaten Sponsors auf die Ausgestaltung des Verfahrens zu erwarten. Im Gegensatz dazu werden die Regeln des Gemeinwesenfonds von den Teilnehmern autonom entschieden. Die Wirtschaft ist ausgeschlossen, das Geld kommt von einem nationalen Programm oder wird von dem Träger selbst erwirtschaftet. Wie sich aus der Bezeichnung „Gemeinwesenfonds“ ableiten lässt, legt das Modell auf die Förderung sozial benachteiligter Gruppen Wert. So wurde 2004 in Bradford im Rahmen des Neighbourhood Renewal Programme ein Fonds von mehr als 875.000 Euro ausschließlich für Gruppen aus benachteiligten Quartieren angelegt, der, ähnlich wie bei dem Programm „Soziale Stadt“ in Deutschland, für Projekte in Quartieren mit besonderem Entwicklungsbedarf vorgesehen ist. Eine Besonderheit ist, dass im Idealtyp des Community Fonds die Antragsteller die Umsetzung der Projekte selbst übernehmen. Bei dem privat-öffentlichen Verhandlungstisch ist dies auch möglich, ist aber kein notwendiges Kriterium zur Konstruktion des Modells.
Auch diese beiden Modelle haben Vor- und Nachteile. So ist die Verbindung zur lokalen Politik nur schwach oder gar nicht ausgeprägt. Immerhin bewahrt sich die Gemeindevertretung bei dem privat-öffentlichen Verhandlungstisch einen gewissen Einfluss, da von ihr ein Teil des Geldes aufgebracht wird. Der Einfluss des privaten Geldgebers hängt von der Höhe seines Beitrags ab: Handelt es sich um eine gleichberechtigte Finanzierung zwischen Stadt und Unternehmen oder übernimmt einer von ihnen eine dominante Rolle? Der Gemeinwesenfonds seinerseits zeigt ebenfalls neue Möglichkeiten für den Bürgerhaushalt auf. Hier könnten z. B. nationale oder europaweite Programme der Stadt- und Infrastrukturförderung lokal mit einem Bürgerhaushalt verbunden werden. Dieser Prozess könnte sich dann explizit auf die Förderung von benachteiligten Vierteln bzw. Bewohnergruppen beziehen. Ein Vorteil beider Modelle ist, dass in ihnen das bürgerschaftliche Engagement sehr ausgeprägt ist, da die Betroffenen selbst an der Umsetzung der Projekte beteiligt sind.

#### Bürgernahe Partizipation und Konsultation über öffentliche Finanzen
Während sich Beispiele für das Modell der bürgernahen Partizipation vor allem in Frankreich finden, ist das Modell der Konsultation über öffentliche Finanzen vor allem für Bürgerhaushalte in Deutschland charakteristisch. Beide Modelle haben gemein, dass sie rein konsultativ sind. Das bedeutet, dass Ergebnisse der Diskussion von der Verwaltung und nicht von den betroffenen Bürgern selbst zusammengefasst werden. Anders als in den bisher vorgestellten Modellen findet hier bei den Idealtypen keine Abstimmung und keine Hierarchisierung der Vorschläge durch die Teilnehmer statt. Es handelt sich vielmehr um einen Prozess des „selektiven Zuhörens“, was bedeutet, dass die Regierung bzw. Gemeindevertretung nur die Vorschläge umsetzt, die sich mit ihren eigenen Interessen im Einklang befinden. (vgl. Spektrum der Bürgerbeteiligung) Die Zivilgesellschaft hat nur einen schwachen Einfluss auf die Ausgestaltung der Verfahren. Es ist darauf hinzuweisen, dass diese Modelle keine sozialen Ziele verfolgen, weshalb Kriterien zur Verteilung von Investitionsgeldern hier nicht zu finden sind. Eine weitere Gemeinsamkeit besteht darin, dass Vereine kaum eine bzw. keine verfahrensprägende Rolle spielen. Die Partizipation erfolgt durch Bürgerversammlungen, zu deren Teilnahme über Bekanntmachungen in den Medien, per Anschreiben oder durch persönliche Ansprache aufgerufen wird. In Deutschland wird zur Mobilisierung (ergänzend) gerne eine Zufallsauswahl von Teilnehmern aus dem Einwohnermelderegister vorgenommen, die zum Bürgerforum eine an sie persönlich gerichtete Einladung des Bürgermeisters erhalten (Röcke 2005). Diese Methode wird u. a. in Emsdetten (35.000 Einwohner), Hilden (56.000 Einwohner), Vlotho (21.000 Einwohner) und im Berliner Bezirk Treptow-Köpenick (233.000 Einwohner) angewendet.
Die Verfahren unterscheiden sich dadurch, dass das Modell der Bürgernähe vor allem die Quartiere mit einbezieht und auf dieser Ebene auch Investitionen zum Gegenstand haben kann. Auf der Ebene der Gesamtstadt geht es hier nicht mehr um Investitionen, sondern um allgemeine (normative) Ziele. Es gibt keine konkrete Berechnung der Kosten, weshalb eine Kopplung mit Prozessen der strategischen Planung möglich ist. Mit dem Begriff „Bürgernähe“ sind vor allem zwei Aspekte gemeint: Zum einen bezieht er sich auf eine geografische Nähe, also auf die Partizipation der Bürger in den einzelnen Stadtteilen, zum anderen kann der Begriff für einen engen Kontakt zwischen der Gemeindeleitung oder Verwaltung und den Bürgern stehen. Nach diesem Vorbild organisiert z. B. der Bürgermeister von Bobigny (45.000 Einwohner) zweimal im Jahr offene Treffen in den Stadtteilen, bei denen er den Bewohnern Rede und Antwort steht. Bei dem Modell „Konsultation über öffentliche Finanzen“ wiederum geht es in erster Linie um eine Transparentmachung der finanziellen Situation der Stadt. Informationen zum Gesamthaushalt werden in Broschüren, im Internet und durch Pressemitteilungen erteilt. Das Modell existiert in zwei Varianten. In der einen, die am weitesten verbreitet ist, werden Dienstleistungen öffentlicher Einrichtungen und Aufgabenbereiche der Verwaltung vorgestellt. Es geht um die Einnahmen und Ausgaben von Bibliotheken, Schwimmbädern, Kindergärten bzw. Straßenreinigung, Abwasserbehandlung oder Müllentsorgung etc. Die Bürger können dann im offenen Plenum oder in spezifischen Foren ihre Anregungen äußern. Die zweite Variante des Modells „Konsultation über öffentliche Finanzen“ hat den Ausgleich eines Haushaltsdefizits zum Ziel, wie z. B. im nordrhein-westfälischen Emsdetten, wo im Jahr 2002 den Bürgern fünf Optionen für einen ausgeglichenen Haushalt vorgestellt wurden: Kürzung von Personal- und Betriebskosten, Reduzierung freiwilliger Aufgaben, Entnahme aus der Reserve oder Anhebung von Steuern und Gebühren. Mit Hilfe eines Fragebogens konnte jeder Teilnehmer aus der Kombination der genannten Möglichkeiten einen eigenen Vorschlag erarbeiten. Aus den Einzelmeinungen wurde am Ende der Veranstaltung die Gesamtempfehlung des Bürgerforums errechnet. Die deliberative Qualität des Modells ist im Allgemeinen niedrig, da in den meisten Fällen kaum Zeit für eine tiefergehende Diskussion zur Verfügung steht. Bei dem Modell der Bürgernähe hingegen kann die Qualität der Diskussion besser sein, weil mitunter in kleinen Gruppen gearbeitet wird, die sich über einen längeren Zeitraum mehrmals treffen.
Was das Modell „Konsultation über öffentliche Finanzen“ interessant macht, ist seine Verbindung mit dem Prozess der Verwaltungsmodernisierung. Wie lässt sich diese jedoch stärken? Möglicherweise kann hierzu die Ausweitung der Diskussion einen Beitrag leisten. So könnte die Verwaltung konkrete Fragen vorbereiten, bei denen das Feedback der Bürger unmittelbar zur Verbesserung öffentlicher Leistungen beiträgt. Beispiel: „Sehen Sie Bereiche, wo die Straßenreinigung intensiviert werden müsste bzw. gibt es Orte, an denen Ihrer Meinung nach zu oft gereinigt wird?“ Eine Einschränkung besteht darin, dass im Modell „Konsultation über öffentliche Finanzen“ die Partizipation nur „Anhängsel“ eines umfassenden Modernisierungsprozesses ist. Darüber hinaus besteht die Bürgerbeteiligung meist nur aus ein oder zwei Veranstaltungen, nicht aber aus einem „Partizipationszyklus“, einer Reihe aufeinander abgestimmter Versammlungen. Das Modell der Bürgernähe wiederum hat, wie erwähnt, einen Vorteil in der relativ guten Diskussion zwischen Bürgern und Verwaltung bzw. Ratsmitgliedern. Als Nachteil beider Modelle ist anzusehen, dass die Verbindlichkeit bezüglich der Umsetzung der Vorschläge niedrig und die Autonomie der Zivilgesellschaft schwach ausgeprägt ist.

## Beispielkommunen

### Argentinien
- La Plata[10]
- Rosario[11]

### Brasilien
- Porto Alegre[12][13][14]

### Deutschland
Nach deutschem Gemeinderecht  steht den Gemeinderäten das Budgetrecht zu, d. h. der Kommunalhaushalt wird durch die gewählte Kommunalvertretung als Satzung beschlossen und untersteht der staatlichen Aufsicht.
Die Beteiligung der Gemeindebürger am Zustandekommen der Haushaltssatzung ist nur ausnahmsweise vorgesehen. Beispielsweise eröffnet § 80 Abs. 3 der Gemeindeordnung für das Land Nordrhein-Westfalen den Einwohnern und Abgabepflichtigen die Möglichkeit, gegen den Satzungsentwurf Einwendungen zu erheben. Manche Gemeindeordnung sieht vor, sog. sachkundige Einwohner in die Beratung der Gemeindeausschüsse, etwa des Haushaltsausschusses einzubeziehen. Diese Bürger haben jedoch nur ein Beratungs-, kein Stimmrecht. In der Regel haben die Bürger lediglich das Recht, öffentliche Sitzungen der Haushaltsausschüsse zu besuchen und eine beschlossene und öffentlich bekanntgemachte Satzung einzusehen.
Bürgerbegehren über die Haushaltssatzung sind in aller Regel unzulässig.
Zulässig ist es dagegen, im Rahmen der gesetzlichen Haushaltsgrundsätze wie § 51 HGrG in einer beschlossenen und bestätigten Haushaltssatzung gesonderte Haushaltstitel für bürgerschaftliche Initiativen mit örtlichem Bezug auszuweisen, über dessen Verwendung die Bürger im Einzelfall mitentscheiden können. Als sog. Bürgerbudget hat sich etwa die Möglichkeit etabliert, Vorschläge für eine bestimmte Verwendung dieses Budgets bei der Gemeinde einzureichen und durch die Einwohner über die Vorschläge abstimmen zu lassen. Praktiziert wird auch die Bewerbung um bestimmte Projektmittel, über deren Vergabe dann eine Bürgerjury entscheidet (sog. Kiezfonds).
Beispiele finden sich in:
- Bad Freienwalde[19]
- Bergheim[20]
- Berlin-Lichtenberg, seit 2005[21]
- Bischofsheim (Mainspitze)[22]
- Bonn[23]
- Bützow[24]
- Cottbus[25]
- Eberswalde[26]
- Emsdetten[27]
- Erfurt[28]
- Essen[29]
- Freiburg im Breisgau[30]
- Gera[31]
- Glienicke/Nordbahn[32]
- Groß-Umstadt[33]
- Hamburg[34]
- Hilden[35]
- Hohen Neuendorf[36]
- Jena[37]
- Kerpen[38]
- Köln[39][40]
- Lahr/Schwarzwald[41]
- Landkreis Mansfeld-Südharz[42]
- Landkreis Waldeck-Frankenberg[43]
- Langenhagen[44]
- Leipzig[45]
- Lüdenscheid, einmalig beim Haushalt 2011[46]
- Münster, seit 2011[47]
- Nauen[48]
- Norderstedt, seit 2011[49]
- Potsdam, seit 2006[50]
- Prenzlau[51]
- Rheinstetten[52]
- Schwedt/Oder[53]
- Solingen[54]
- Stuttgart, seit 2011[55]
- Trier[56]
- Troisdorf[57]
- Wildeshausen[58]
- Worms[59]
- Wuppertal[60]
- Wustermark[61]

### Frankreich
- Bobigny[62]
- Saint-Denis[63]

### Finnland
Das Bürgerbudget in den finnischen Kommunen geht weit über einen rein konsultativen Prozess hinaus. Nicht nur die Vorschlagsebene ist bürgerbasiert, sondern auch der Entscheidungsprozess ist verbindlich an das Bürgervotum gekoppelt. In der Hauptstadt Helsinki wurde das erste Bürgerbudget 2019 durchgeführt. An der Abstimmung zu diesem ersten Bürgerbudget nahmen 8,9 Prozent der Einwohner teil.  Der Prozess der Runde 2021 ist vierstufig: Zunächst schlagen Bürger Projekte vor. Diese werden im zweiten Schritt von der Stadtverwaltung geprüft, bugetiert und zur Abstimmung aufbereitet. Im Abstimmungsprozess verteilt dann jeder Teilnehmer das Budget nach seinen persönlichen Vorlieben. Im vierten Schritt werden die am höchsten gerankten Vorschläge in Rücksprache mit den jeweiligen Initiatoren implementiert. In der Runde 2021 wird ein Budget von 10,6 Millionen Euro verteilt. Die Bürger verteilen jeweils ein Budget für die gesamte Stadt (1,8 Mio. Euro) und ein Budget für einen Stadtbezirk (insgesamt 8,8 Mio. Euro). Teilnehmen darf jeder Bürger ab einem Alter von zwölf Jahren. Die Abstimmung erfolgt per Internet mit einem personalisierten Zugang. Für Personen, die Schwierigkeiten mit dem Internetzugang haben, gibt es Hilfen, zum Beispiel in den Stadtteilbüchereien.
Die Stadt Turku hat für das Jahr 2020 eine Million Euro veranschlagt. 3.000 Bürger haben teilgenommen und 52 von 239 Vorschlagen ausgewählt. Die Stadt Tampere hat ihr erstes Bürgerbudget 2020 mit einem Budget von 0,45 Millionen Euro auf den Weg gebracht. Der Schwerpunkt in dieser Runde lag auf Infrastruktur für Kinder und Jugendliche. Die Stadt Lahti hat für das Jahr 2022 ein Bürgerbudget von 200.000 Euro veranschlagt. Das Bürgerbudget der Stadt Vantaa betrug 2021 50.000 Euro. Das Budget wird auf Stadtbezirksebene verteilt. Die Stadt Oulu hat ebenfalls ein Budget von 50.000 Euro für das Jahr 2021 reserviert.